# Campionatul Internațional de Scrimă din 1931
Campionatul Internațional de Scrimă din 1931 s-a desfășurat la Viena, Austria.

## Rezultate

### Masculin
| Probă                 | Aur | Argint | Bronz                                                                                         |
| Spadă la individual   | Georges Buchard (FRA)                                                                                                  | Bernard Schmetz (FRA)                                                                                       | Paul Rousset (FRA)                                                                            |
| Spadă pe echipe       | Italia · Carlo Agostoni · Nino Bertolaia · Giancarlo Cornaggia-Medici · Renzo Minoli · Saverio Ragno · Franco Riccardi | Franța Jacques Coutrot Fernand Jourdant Louis Prat Paul Rousset Bernard Schmetz                             | Suedia Curt Dahlgren Gustaf Dyrssen Hans Granfelt Carl Gripenstedt Nils Hellsten Sven Thofelt |
| Floretă la individual | René Lemoine (FRA) | Gustavo Marzi (ITA)                                                                                         | John Emrys Lloyd (GBR)                                                                        |
| Floretă pe echipe     | Italia · Giorgio Chiavacci · Giulio Gaudini · Gioacchino Guaragna · Gustavo Marzi · Ugo Pignotti · Saverio Ragno       | Ungaria János Hajdú Ottó Hatz Gusztáv Kálniczky György Piller József Rády Péter Tóth                        | Austria Ernst Baylon Richard Brünner Kurt Ettinger Karl Hanisch Hans Lyon Karl Sudrich        |
| Sabie la individual   | György Piller (HUN) | Endre Kabos (HUN)                                                                                           | Attila Petschauer (HUN)                                                                       |
| Sabie pe echipe       | Ungaria · Aladár Gerevich · Gyula Glykais · Sándor Gombos · Endre Kabos · Attila Petschauer · György Piller            | Italia · Renato Anselmi · Arturo De Vecchi · Giulio Gaudini · Gustavo Marzi · Ugo Pignotti · Emilio Salafia | Germania · Erwin Casmir · Julius Eisenecker · August Heim · Heinrich Moos                     |

### Feminin
| Probă                 | Aur                | Argint            | Bronz             |
| Floretă la individual | Helene Mayer (GER) | Erna Bogáti (HUN) | Ellen Preis (AUT) |

## Clasament pe medalii
| Loc   | Țară           | Aur | Argint | Bronz | Total |
| ----- | -------------- | --- | ------ | ----- | ----- |
| 1     | Ungaria        | 2   | 3      | 1     | 6     |
| 2     | Franța         | 2   | 2      | 1     | 5     |
| 3     | Ungaria        | 2   | 2      | 0     | 4     |
| 4     | Germania       | 1   | 0      | 1     | 2     |
| 5     | Austria        | 0   | 0      | 2     | 2     |
| 6     | Marea Britanie | 0   | 0      | 1     | 1     |
| 6     | Suedia         | 0   | 0      | 1     | 1     |
| Total | Total          | 7   | 7      | 7     | 21    |